# Горницы (Тверская область)
Горницы — деревня в Кувшиновском районе Тверской области, входит в состав Тысяцкого сельского поселения.

## География
Деревня находится на берегу реки Поведь в 35 км на северо-восток от районного центра Кувшиново.

## История
Во второй половине XVII века усадьба Горницы (тогда еще Никольское) принадлежали Кливским. К началу следующего века сельцо числилось за петровским стольноком Никитой Беклемишевым, а затем принадлежало поручику Петру Васильевичу Беклемишеву. Именно на его средства в усадьбе Горницы вместо ветхой деревянной была построена каменная Владимирская церковь. Строительство началось в 1789 году и было, в основном, закончено к 1795 году, но по какой-то неизвестной причине освятили храм только через пятнадцать лет. Церковь каменная, 2-х этажная, престола два: верхний Владимирской Божией Матери, нижний Святителя Николая. Церковные документы: опись 1847 года, метрики с 1781 года, исповедные с 1847 года.
В конце XIX — начале XX века село входило в состав Поведской волости Новоторжского уезда Тверской губернии.
С 1929 года деревня входила в состав Сидоровского сельсовета Есеновичского района Тверского округа Московской области, с 1935 года — в составе Калининской области, с 1958 года — в составе Кувшиновского района, с 1994 года — в составе Борзынского сельского округа, с 2005 года — в составе Борзынского сельского поселения, с 2015 года — в составе Тысяцкого сельского поселения.

## Население
| 2008 | 2010 |
| ---- | ---- |
| 0    | →0   |

## Достопримечательности
В деревне расположена недействующая Церковь Владимирской иконы Божией Матери. Построена по проекту архитектора Н. А. Львова между 1789 и 1795 в стиле классицизм..
Храм находится недалеко от реки Поведь на краю усадьбы между деревней и усадьбой. С восточной стороны храма примыкает алтарная апсида, расположенная в летней части с престолом Владимирской иконы Пресвятой Богородицы. Парадный вход в храм расположен с северной стороны. В настоящий момент сохранилась входная дверь в красивой геометрической резьбой. Похожие двери можно увидеть в храме в селе Переслегино. В храме ещё сохранились остатки росписи на момент строительства в большей степени архитектурная обманка с технике гризайль и более поздние записи 19 века. На своде алтаря едва сохранилось изображение ветхозаветной троицы. С южной стороны находиться место для хора, на своде видны фрагменты росписи изображающие архитектурные детали. Карнизы храмы украшены лепниной. На хоры и колокольню ведут два входа. Колокольня построена в виде башни маяка увенчана сверху беседкой ротондой. Западные двери так же сохранили резные детали, окованы снаружи железом. Лестница ведёт в сторону усадьбы. С левой стороны от основного входа в храм находиться спуск в нижнюю церковь. В нижнем зимнем пределе находиться кирпичный иконостас облицованный белым камнем, так же там находились захоронения местных дворян. Окна верхнего и нижнего яруса забраны кованными решётками. С северной стороны находиться парадный портик, ступени сделаны из гранита и дикого камня и этот вход уходит в сторону деревни Горницы. Снаружи храма в 19 веке были сделаны росписи и изображением святых, в том числе Святого Благоверного Александра Невского расположенной в одной из ниш. Облицовка кирпичного храма сделана из белого камня и лепнины. С восточной стороны храма находиться примыкающая полукруглая апсида, это алтарная часть храма. С южной стороны храма, со стороны колокольни фасад храма тоже уникален. Огромные базы колонн, окна которые освещали лестницу на колокольню. Огромное помещения ярусов звона. В верхнем ярусе предназначенная под ризницу. Еще одна роспись в нише и изображением Христа смотрит в сторону усадьбы. Напоминает этот храм церковь в Мурино, но там колокольня расположена прямо над помещением храма, и характерна для построек Львова Николая Александровича. Храм был перекрыт двухскатной кровлей. Крест был установлен на небольшой главке с северной стороны и основной крест на колокольне в виде процветшего райского дерева. Престол был освящён 1795 году. Храм прослужил до 1930 года. Последним священником храма был священник Рясенский Николай. Псаломщицей служила исповедница Троицкая Валентина. Она была арестована органами НКВД за антисоветскую деятельность. Храм был закрыт и превращён в помещение для местного колхоза. В храме нет кровли. Храм с честь Святителя Николая находиться внизу в подклете и он служил зимним храмом. Рядом с храмом находиться могильная плита без высеченных крестов от захоронения иерея Андрея 1792-1848 году. В августе 2022 года начаты работы по консервации храма, сделана кровля.

## Галерея

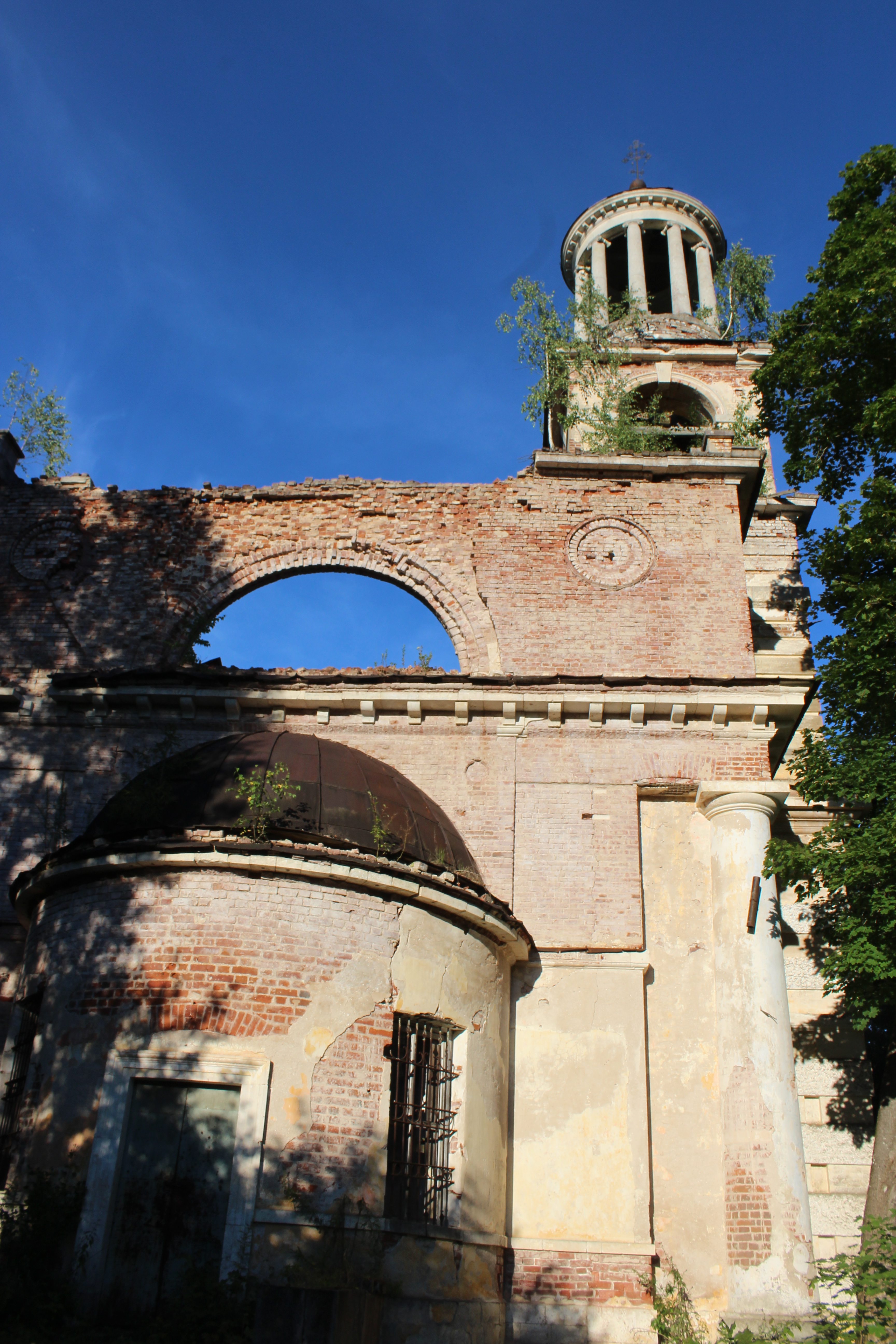
Церковь Владимирской иконы Божией Матери. Колокольня.
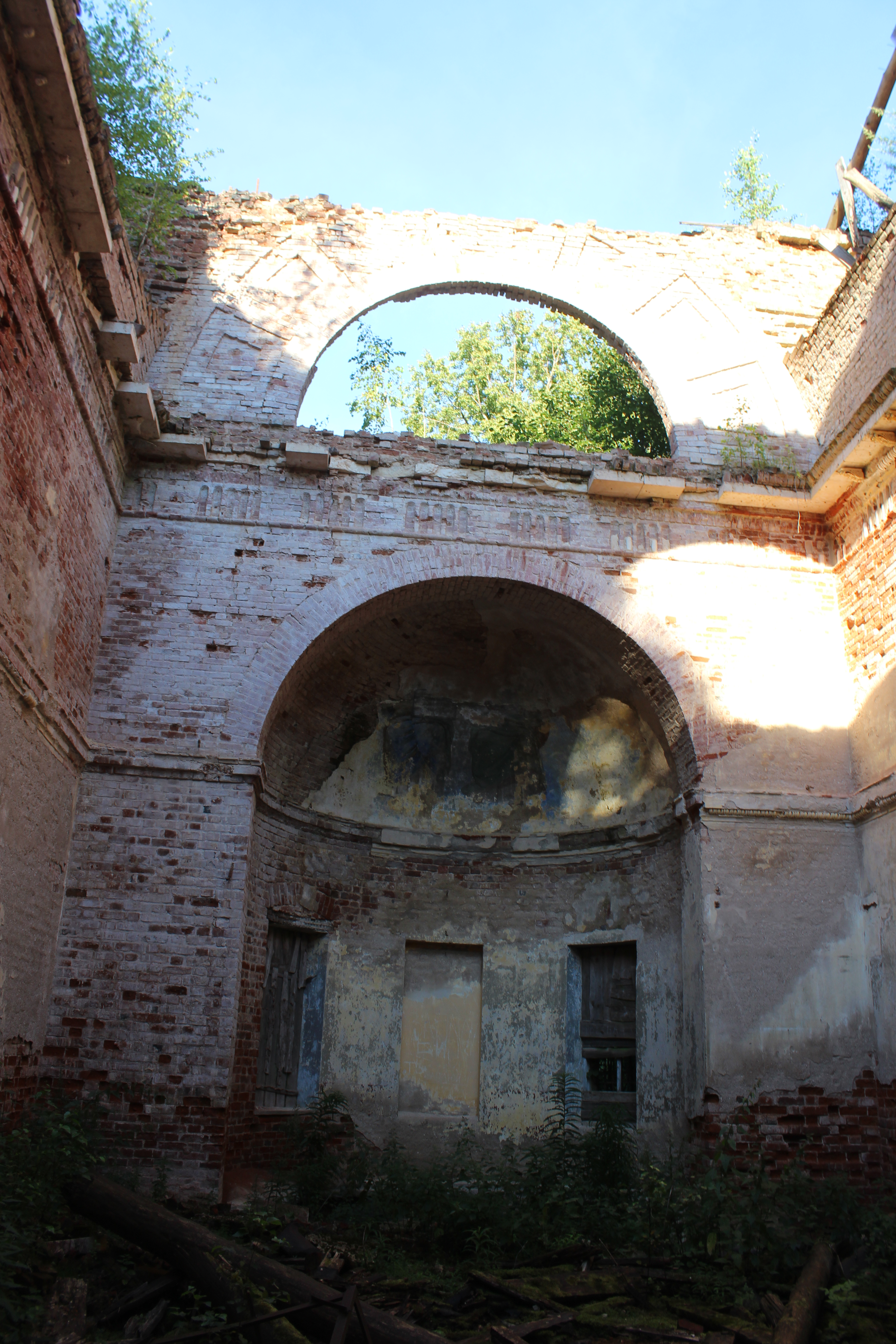
Церковь Владимирской иконы Божией Матери. Интерьер.
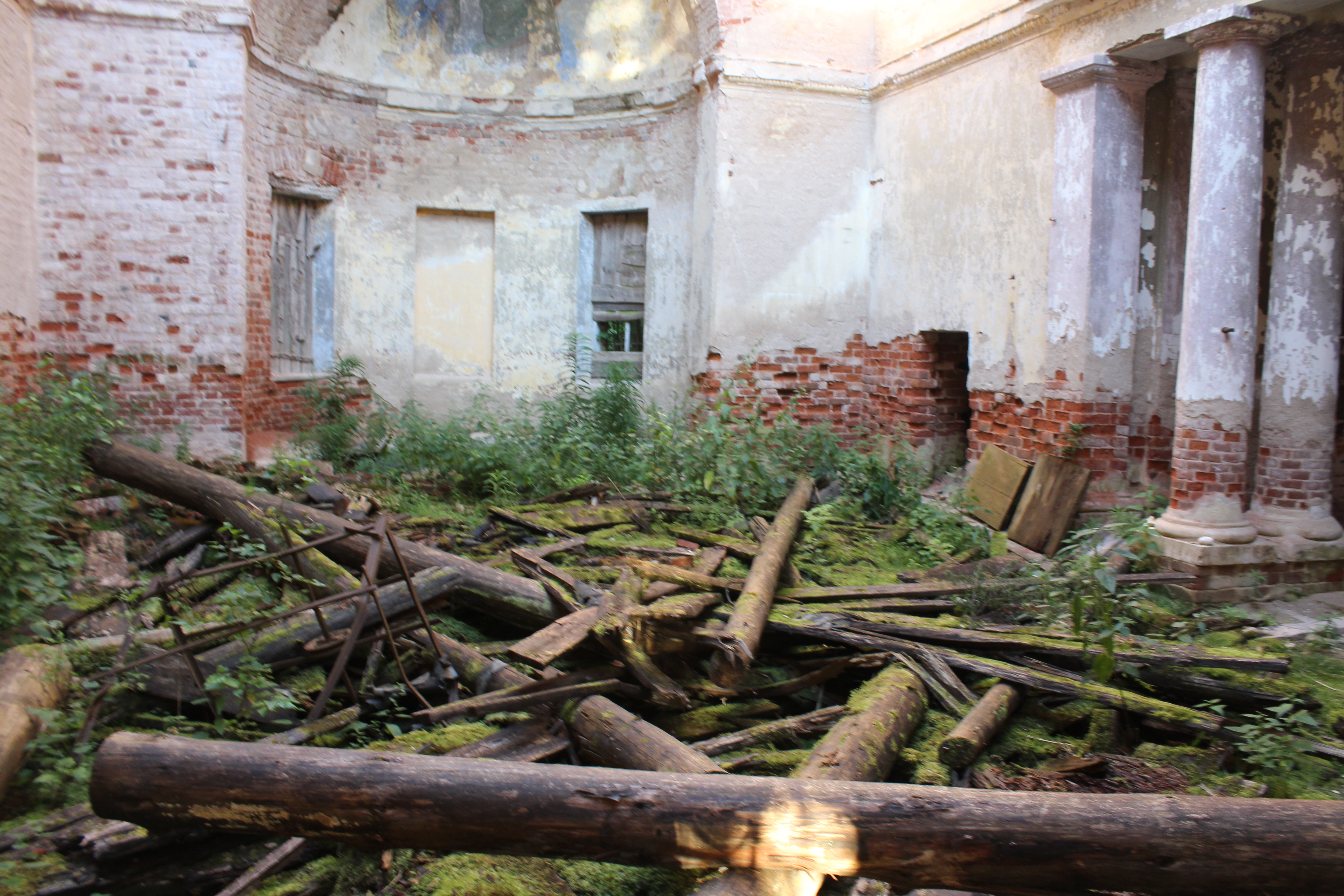
Церковь Владимирской иконы Божией Матери. Обрушение кровли.
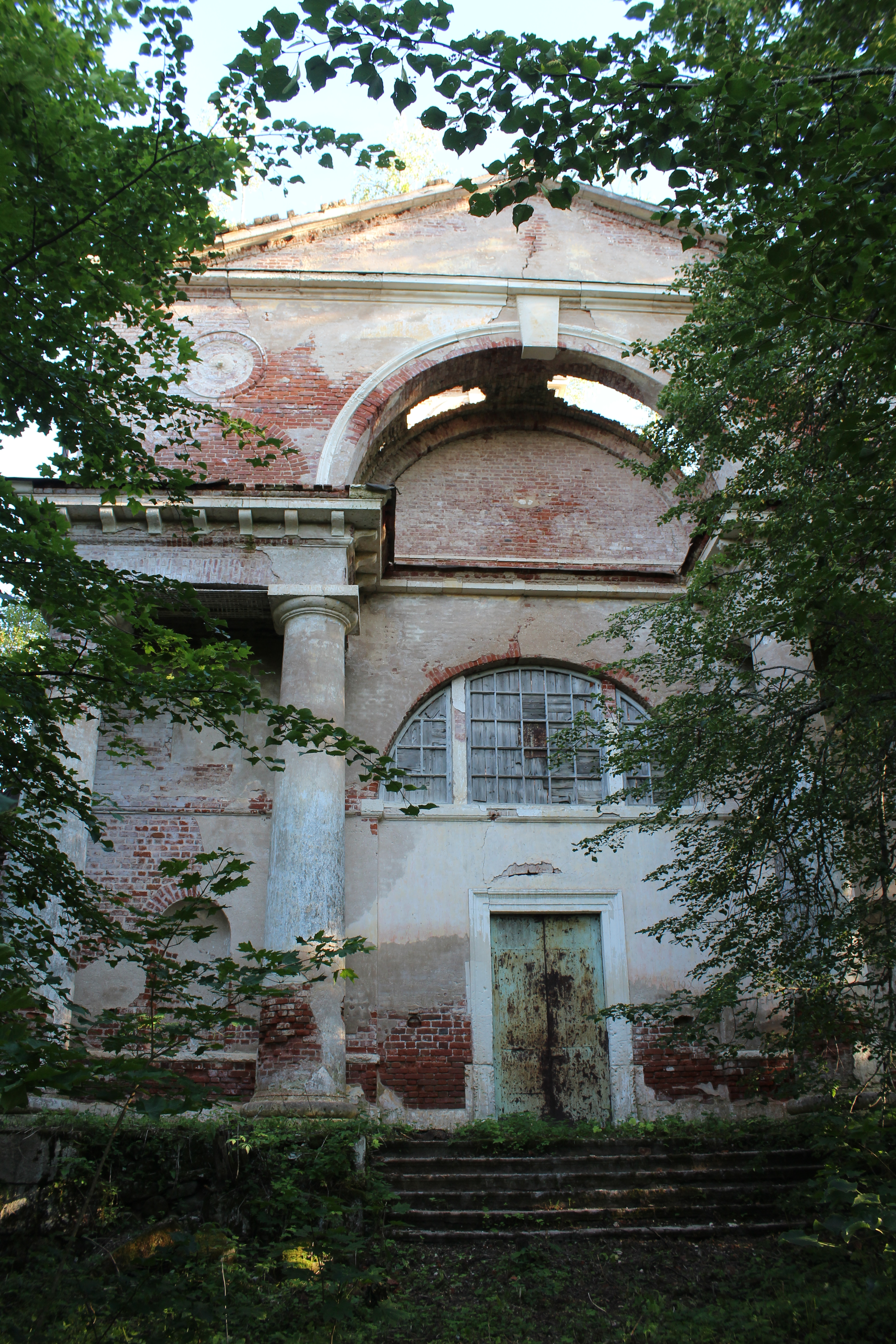
Церковь Владимирской иконы Божией Матери. Часть декора храма.
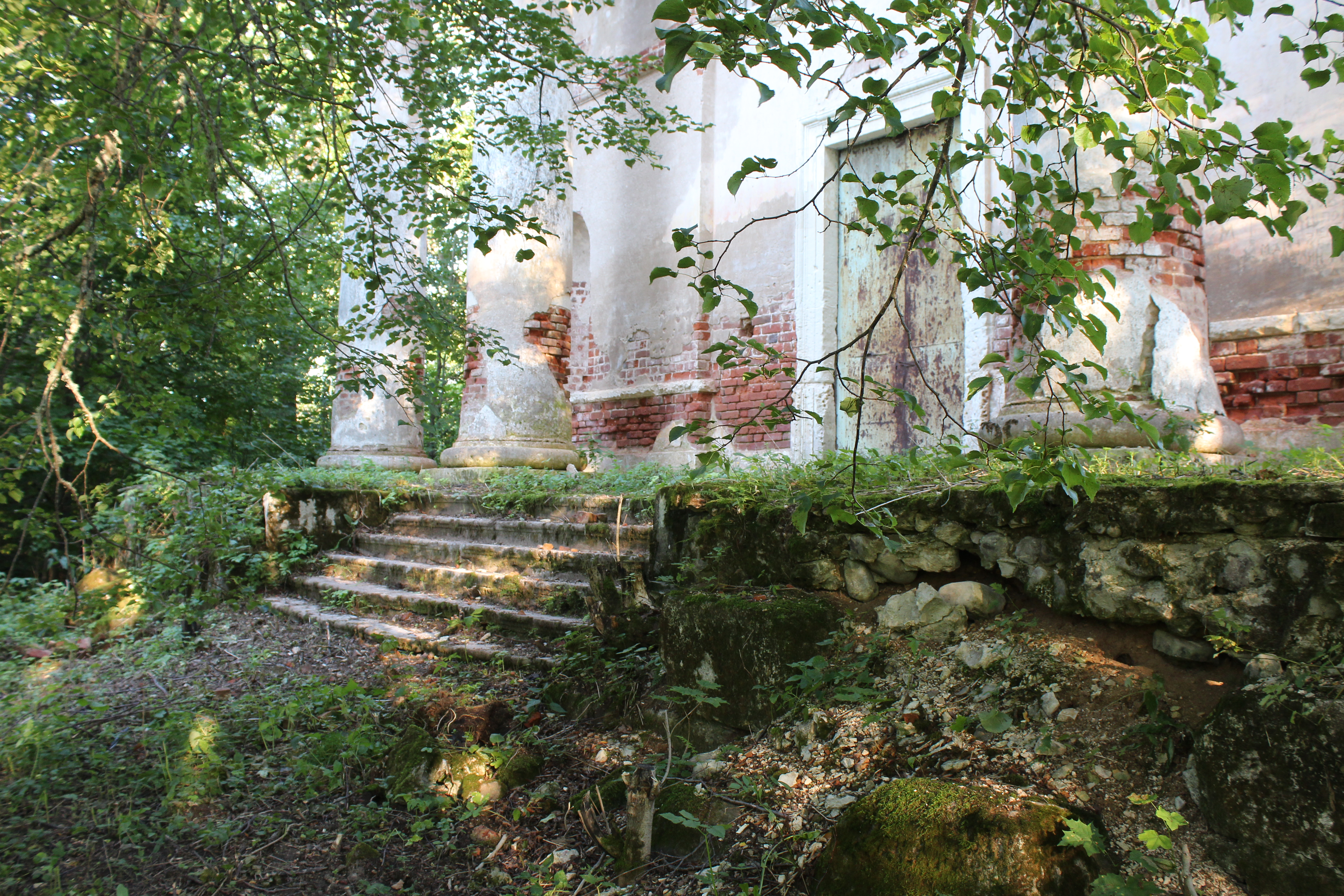
Церковь Владимирской иконы Божией Матери. Ступени храма.
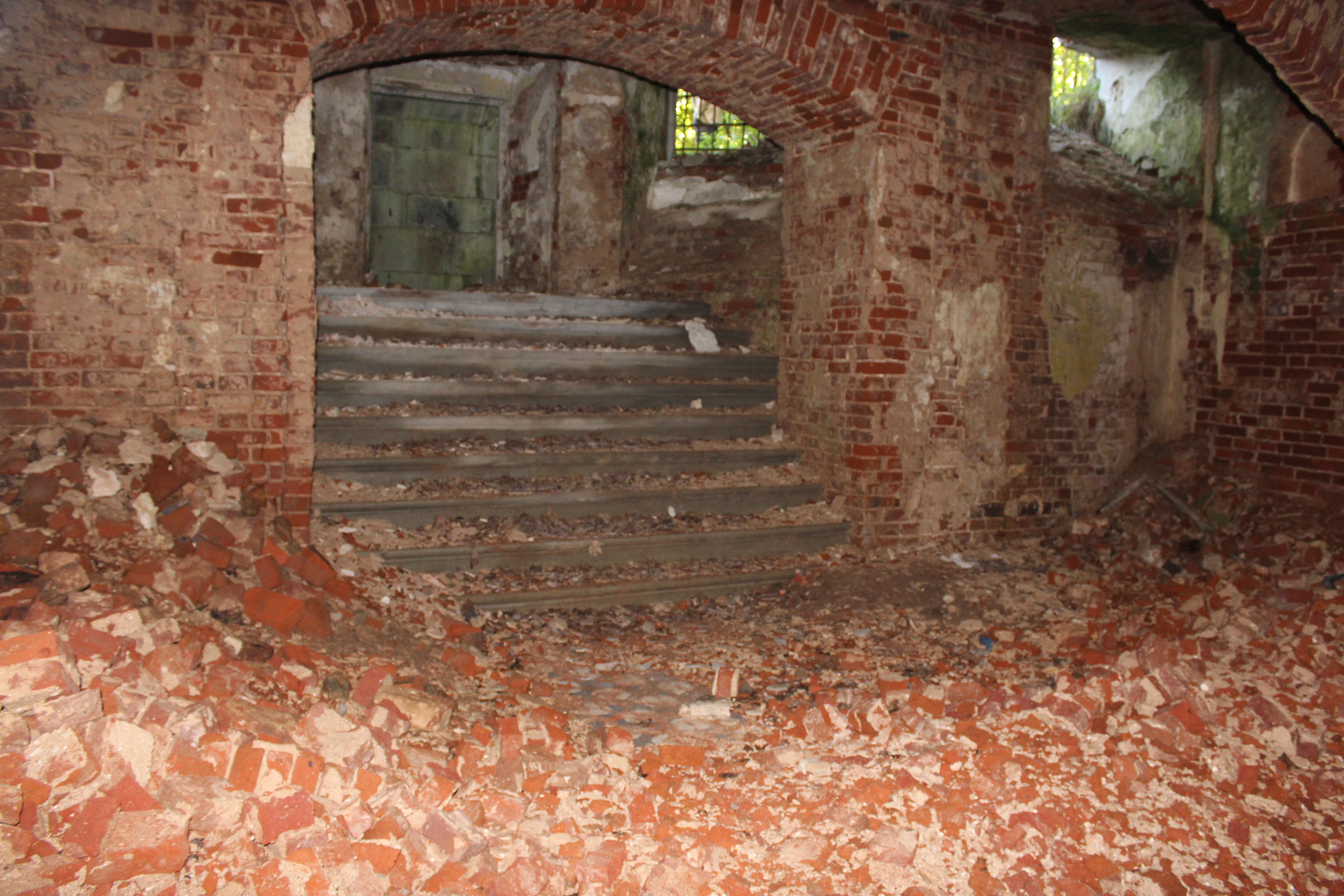
Церковь Владимирской иконы Божией Матери. Нижний уровень храма.